# Gorenje Dole, Krško
Gorenje Dole so naselje v Občini Krško.